# Community college

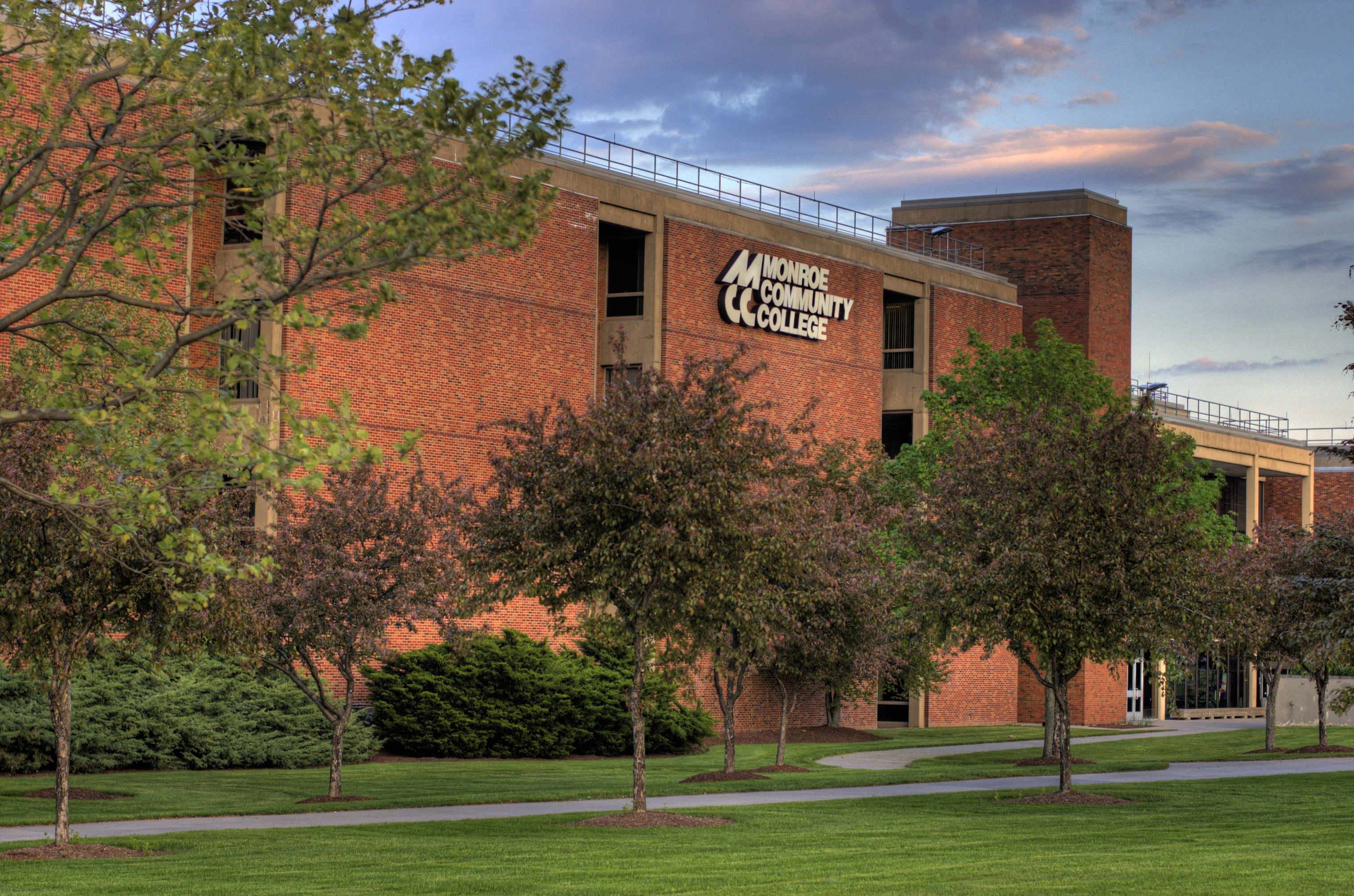
Monroe Community College i Rochester, New York.

Community college är en utbildningsform i bland annat USA. Studierna bygger på High school. De studerande är oftast vuxna med arbetslivserfarenhet och kan betraktas som ett mellanting mellan Sveriges gymnasieskola och högskola, jämförbart med folkhögskola. Studier på community college är vanligen tvååriga, och är i regel yrkesinriktade.
Community College kan förbereda för fortsatta studier på ett college eller universitet, eller erbjuda en mer yrkesinriktad utbildning. De är vanligen offentligt drivna, och undervisningsavgifterna är ofta lägre än vid många universitet och privata college. Man kan läsa en Associate Degree som man kan tillgodoräkna på ett universitet så att man endast behöver läsa två år på en bachelorexamen. 